# 白纹舞蛛
白纹舞蛛（学名：Alopecosa albostriata）为狼蛛科舞蛛属的动物。分布于俄罗斯、蒙古、朝鲜以及中国大陆的山西、新疆、甘肃、河北、北京、内蒙古、黑龙江、吉林、辽宁、甘肃、云南等地，多生活于棉田。

## 亚种
- 似白色舞蛛（学名：Alopecosa albofasciata formicata），Schenkel于1963年命名。在中国大陆，分布于甘肃等地。该物种的模式产地在甘肃。[2]